# Abraham Abraham
Abraham Abraham, född 9 mars 1843, död 28 juni 1911, var en amerikansk affärsman och grundare av Abraham & Straus. Kedjan, som blev del av Federated Department Stores, är nu del av Macy's.
Hans far var från Bayern. Han öppnade Wechsler & Abraham i Brooklyn år 1865 på 285 Fulton Street. Företaget blev senare Abraham & Straus. Han var också filantrop.